# Campionati europei di atletica leggera 2006 - Maratona maschile

## Podio
| #       | Atleta          | Nazionalità | Tempo     |
| ------- | --------------- | ----------- | --------- |
| Oro     | Stefano Baldini | Italia      | 2h 11'32" |
| Argento | Viktor Röthlin  | Svizzera    | 2h 11'50" |
| Bronzo  | Julio Rey       | Spagna      | 2h 12'37" |

## Record
Prima di questa competizione, il record del mondo (RM), il record europeo (EU) ed il record dei campionati (RC) sono i seguenti:
| Record                | Prestazione | Atleta                        | Data                                | Competizione                                |
| --------------------- | ----------- | ----------------------------- | ----------------------------------- | ------------------------------------------- |
| Record mondiale       | 2h 04'55"   | Paul Tergat Kenya             | 28 settembre 2003 Berlino, Germania |                                             |
| Record europeo        | 2h 06'36"   | Benoît Zwierzchiewski Francia | 6 aprile 2003 Parigi, Francia       |                                             |
| Record dei campionati | 2h 10'31"   | Martín Fiz Spagna             | 14 agosto 1994 Helsinki, Finlandia  | Campionati europei di atletica leggera 1994 |

## Programma
| Data           | Ora   | Turno  |
| -------------- | ----- | ------ |
| 13 agosto 2006 | 12:10 | Finale |

## Risultati

### Finale
Domenica 13 agosto, ore 12:10 CEST.
| Pos     | Atleta                | Nazionalità | Tempo   | Note |
| ------- | --------------------- | ----------- | ------- | ---- |
| Oro     | Stefano Baldini       | Italia      | 2:11:32 |      |
| Argento | Viktor Röthlin        | Svizzera    | 2:11:50 |      |
| Bronzo  | Julio Rey             | Spagna      | 2:12:37 |      |
| 4       | Luc Krotwaar          | Paesi Bassi | 2:12:44 |      |
| 5       | Francesco Ingargiola  | Italia      | 2:13:04 |      |
| 6       | Dmitriy Semyonov      | Russia      | 2:13:09 |      |
| 7       | Janne Holmén          | Finlandia   | 2:13:10 |      |
| 8       | Alberto Chaíça        | Portogallo  | 2:13:14 |      |
| 9       | Kamiel Maase          | Paesi Bassi | 2:13:46 |      |
| 10      | Luís Jesus            | Portogallo  | 2:14:15 |      |
| 11      | Danilo Goffi          | Italia      | 2:14:45 |      |
| 12      | Rafał Wójcik          | Polonia     | 2:14:58 |      |
| 13      | Dmitriy Burmakin      | Russia      | 2:15:33 |      |
| 14      | Abdelhakim Bagy       | Francia     | 2:15:54 |      |
| 15      | Hélder Ornelas        | Portogallo  | 2:16:03 |      |
| 16      | Dan Robinson          | Regno Unito | 2:16:06 |      |
| 17      | Grigoriy Andreyev     | Russia      | 2:16:36 |      |
| 18      | Seteng Ayele          | Israele     | 2:17:04 |      |
| 19      | Sander Schutgens      | Paesi Bassi | 2:17:11 | PB   |
| 20      | Huw Lobb              | Regno Unito | 2:17:17 |      |
| 21      | David Ramard          | Francia     | 2:17:23 |      |
| 22      | Hugo van den Broek    | Paesi Bassi | 2:17:25 |      |
| 23      | Toni Bernado          | Andorra     | 2:17:37 |      |
| 24      | Leonid Shvetsov       | Russia      | 2:18:49 |      |
| 25      | Asaf Bimro            | Israele     | 2:19:40 |      |
| 26      | Pavel Faschingbauer   | Rep. Ceca   | 2:19:41 |      |
| 27      | Tomas Abyu            | Regno Unito | 2:20:45 |      |
| 28      | Francis Kirwa         | Finlandia   | 2:21:05 |      |
| 29      | Said Regraugui        | Svezia      | 2:21:33 |      |
| 30      | Kamal Ziani           | Spagna      | 2:21:49 |      |
| 31      | Henrik Sandstad       | Norvegia    | 2:22:10 |      |
| 32      | Andrey Chernysov      | Russia      | 2:23:23 |      |
| 33      | Kristoffer Österlund  | Svezia      | 2:23:26 |      |
| 34      | Wodage Zvadya         | Israele     | 2:24:52 |      |
| 35      | Trond Idland          | Norvegia    | 2:26:23 |      |
| 36      | Jaakko Kero           | Finlandia   | 2:27:45 |      |
| 37      | Kristian Algers       | Svezia      | 2:28:27 |      |
| 38      | Karl Johan Rasmussen  | Norvegia    | 2:30:05 |      |
| 39      | Trpe Martinovski      | Macedonia   | 2:54:46 |      |
| 40      | Tomislav Spasevski    | Macedonia   | 3:04:38 |      |
|         | Dastaho Svench        | Israele     |         | DNF  |
|         | Luís Novo             | Portogallo  |         | DNF  |
|         | Ruggero Pertile       | Italia      |         | DNF  |
|         | Paulo Gomes           | Portogallo  |         | DNF  |
|         | José Ríos             | Spagna      |         | DNF  |
|         | José Manuel Martínez  | Spagna      |         | DNF  |
|         | Giacomo Leone         | Italia      |         | DNF  |
|         | António Sousa         | Portogallo  |         | DNF  |
|         | Peter Riley           | Regno Unito |         | DNF  |
|         | Ottaviano Andriani    | Italia      |         | DNF  |
|         | Kent Claesson         | Svezia      |         | DNF  |
|         | Marek Poszepczynski   | Svezia      |         | DNF  |
|         | Tuomo Lehtinen        | Finlandia   |         | DNF  |
|         | Benoît Zwierzchiewski | Francia     |         | DNF  |